# Неон
Нео́н (Ne) — хімічний елемент вісімнадцятої групи другого періоду періодичної системи хімічних елементів із атомним номером 10. П'ятий за поширеністю елемент у Всесвіті після водню, гелію, кисню і вуглецю. Його проста речовина — неон — прозорий одноатомний інертний газ без кольору і запаху. Для неону характерне червоне світіння при електричному розряді, чим зумовлене його використання в рекламі.

## Загальна характеристика
Густина газоподібного неону при температурі 0 °C і тиску 1 атм дорівнює 0,899 г/л. Температура кипіння — -246,08 °C. Середній вміст неону в земній корі 5·10-7 % за масою. Основна кількість неону зосереджена в атмосфері. Газ застосовується для виготовлення газосвітних електроламп, а також у кріотехніці.

## Історія
Неон відкрили в 1898 англійські вчені Вільям Рамзай і Моріс Треверс при спектральному дослідженні залишків рідкого повітря.
У 1910 французький інженер Жорж Клод виготовив газорозрядну лампу, наповнену неоном. У 1912 його співробітник почав продавати неонові трубки для реклами. 
Неон прислужився фундаментальним дослідженням. У 1913 Джозеф Джон Томсон, використовуючи прообраз мас-спектрографа, пропускав через камеру, наповнену неоном, катодні промені, тобто електронний пучок. На фотографічній пластинці відобразилися дві різні серії ліній, що свідчило про присутність в газі атомів різної маси. Експеримент, незрозумілий на той час, був відкриттям ізотопів.

## Походження назви
Назва походить від грец. νέος — новий і свідчить про радість дослідників, що виявили в повітрі, окрім аргону, інші інертні гази. Існує легенда, за якою назву новому елементу дав дванадцятирічний син Рамзая: побачивши незвичайне яскраво-червоне випромінювання речовини в трубці для проведення спектрального аналізу, він радісно закричав: «Новий! Новий!».

## Неон у природі
Вміст Ne в атмосферному повітрі становить 1,82·10-3 % за об'ємом (загальні запаси 7,8·1014 м³). У 1 м³ повітря міститься близько 18,2 см³ неону. У земній корі міститься 7·10-9 % неону, в морській воді — 2·10-8 %.
У масштабах Всесвіту неон п'ятий за поширенням елемент після водню, гелію, кисню й вуглецю. На Землі його відносно мало, що пояснюється його легкістю та хімічною інертністю — земне тяжіння не може його втримати. Якщо у Всесвіті частка неону становить 1/750 за масою, то навіть у верхніх шарах атмосфери Юпітера вона зменшена до 1/6000, а на Землі до 1/83000.

## Утворення
Неон утворюється в зорях внаслідок альфа-процесу, при якому альфа-частинка поглинається ядром атома кисню з випромінюванням гамма-кванта.
{\displaystyle \mathrm {{}_{\ 8}^{16}O+{}_{2}^{4}He={}_{10}^{20}Ne+\gamma } }.
Цей процес вимагає температури понад 100 млн градусів і маси зорі понад три сонячні.

## Ізотопи
Неон має багато ізотопів, серед яких три стабільні: 20Ne (90,48 %), 21Ne (0,27 %) та 22Ne (9,25 %). Ізотопи 21Ne і 22Ne виникають при ядерних реакціях, можливих у земних умовах, тоді як 20Ne утворюється лише в зорях. Ізотопний вміст неону в різних породах дещо різний, і причина інтенсивно дискутується. 21Ne і 22Ne утворюються внаслідок захоплення нейтронів та подальшого альфа-розпаду 24Mg і 25Mg. Нейтрони, що спричиняють такі реакції, здебільшого випромінюються продуктами розпаду уранових рядів. Тому в багатих на уран мінералах, таких як граніт, співвідношення 20Ne/22Ne дещо менше, а співвідношення 21Ne/22Ne — дещо більше, ніж у середньому. Ізотоп 21Ne утворюється також внаслідок реакцій сколювання, викликаної космічними променями.
З іншого боку, неон магматичного походження, наявний у вулканічних газах багатший ізотопом 20Ne, а також нуклеогенним 21Ne на противагу 22Ne. 20Ne, вочевидь, первинний, захоплений при утворенні Землі. Про це свідчить також підвищений вміст 20Ne в алмазі. Можливо, цей первинний Неон має сонячне походження і принесений на Землю сонячним вітром[джерело?].

## Отримання
У промисловості неон отримують як побічний продукт при розділенні рідкого повітря на кисень і азот. При температурі, нижчій за температуру випаровування азоту, неон і гелій залишаються в газовій фазі. Для розділення неону й гелію використовують ту властивість неону, що він, на відміну від гелію, адсорбується на поверхні активованого вугілля. Загалом, виробництво неону дорогий процес, отримання інших інертних газів, гелію та аргону, дешевше.
Близько 45-54% світового напівпровідникового неону, критично важливого для лазерів, які використовуються для виготовлення чипів, до російського вторгнення в Україну надходило від двох українських компаній, Ingas і Cryoin. За 2021 рік глобальне споживання неону для виробництва мікросхем досягло приблизно 540 метричних тонн.

## Властивості

### Фізичні властивості

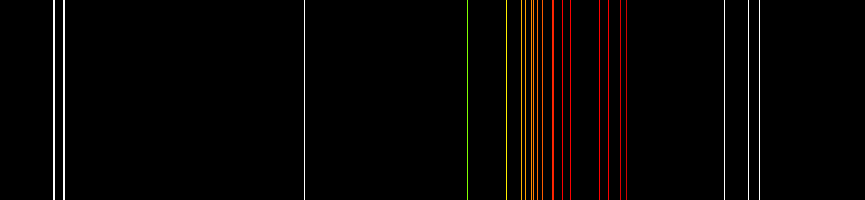
Спектр випромінювання неону в широкому діапазоні, ультрафіолет ліворуч, інфрачервона область праворуч

Неон — найінертніший хімічний елемент, інертніший навіть від гелію. Він має 10 електронів, із повністю заповненою другою оболонкою.
Неон має найменшу температурну область рідкого стану — від 24,56 К до 27,1 К. До температури 24,56 К неон — тверда речовина, кріокристал. Його густина в твердому стані 1,5702 г/см³ при температурі 4 К. Потрійна точка неону, 24,5561 К, є одним з реперів для визначення температурної шкали. 
Спектр випромінювання неону, показаний на діаграмі праворуч, має велику густину ліній в червоній області, чим пояснюється червоно-оранжеве світіння газу при збудженні. Світіння неону зумовлене переходами між збудженими станами. Енергія найнижчого збудженого рівня неону становить приблизно 17 еВ і лежить в ультрафіолетовій області.

### Хімічні властивості
Стабільних хімічних сполук неон не утворює. З водою утворює сполуку включення (так званий клатрат) зі складом Ne·6Н2О. Відомі так звані ексимерні молекули Ne2 і NeF, що містять неон. На переходах цих молекул з метастабільного стану в незв'язаний генерується лазерне випромінювання. Іон неону утворює комплекси з деякими іншими елементами: (NeAg)+, (HNe)+, (HeNe)+.

## Застосування

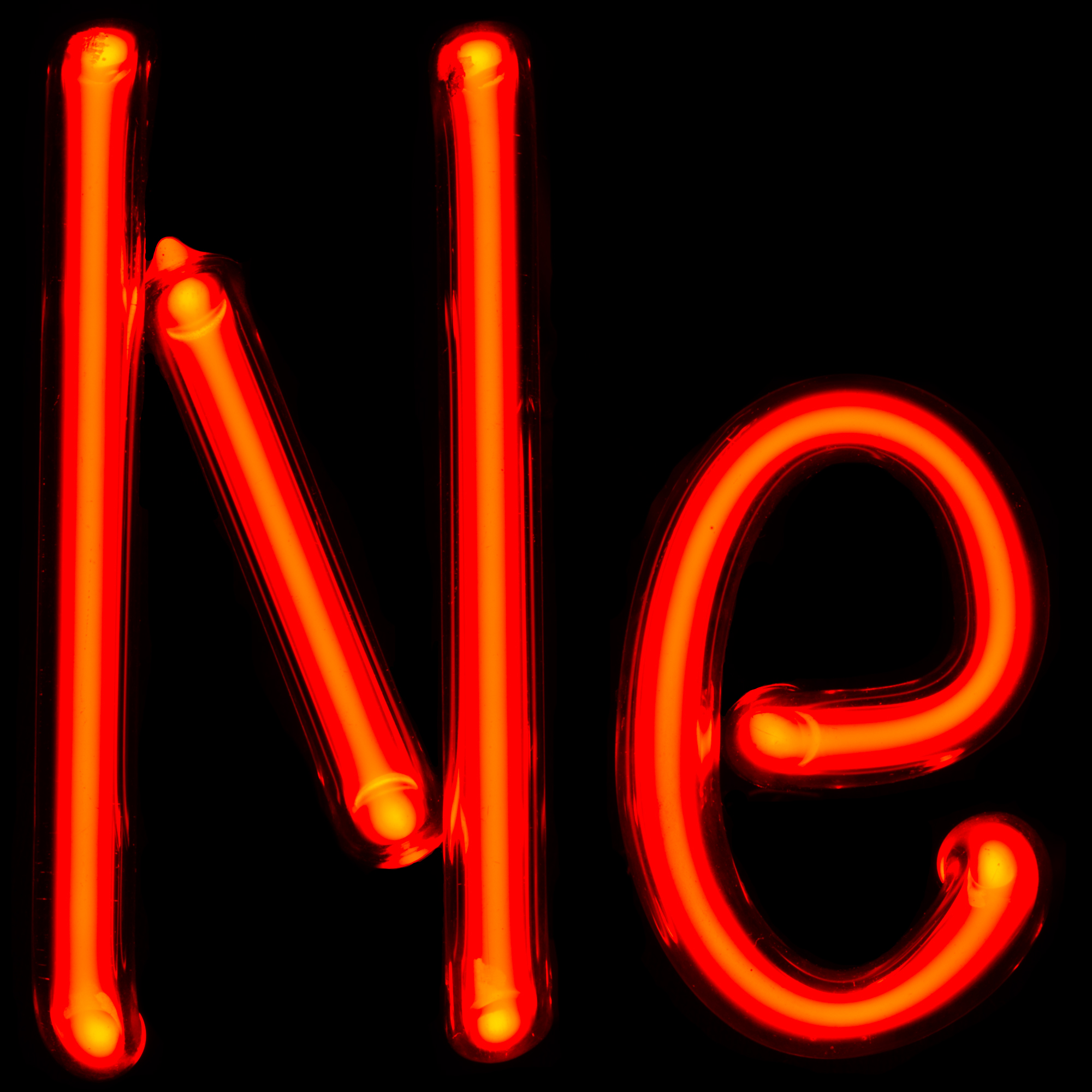
Світіння неонової трубки

Газорозрядний індикатор GN-4 на десять цифр

Неон застосовують для наповнення газорозрядних ламп, сигнальних ламп радіотехнічної апаратури, індикаторних ламп, в техніці низьких температур. Суміш неону і гелію використовують як робоче середовище в газових лазерах. Трубки, заповнені сумішшю неону й азоту (так звані неонові трубки, що містять близько 10 об'ємних відсотків Ne), при пропусканні через них електричного розряду дають червоне світіння, у зв'язку з цим вони широко використовуються в рекламі. Рідкий неон використовують як охолоджувач у кріогенних установках. Раніше неон застосовувався в промисловості як інертне середовище, але він був витиснений дешевшим аргоном.